# Querrieu British Cemetery
Querrieu British Cemetery is een Britse militaire begraafplaats met gesneuvelden uit de Eerste en Tweede Wereldoorlog.
De begraafplaats werd ontworpen door George Goldsmith en is gelegen aan de Rue du Four des Champs in de Franse gemeente Querrieu (departement Somme) ten zuidoosten van het dorpscentrum.
De begraafplaats heeft een rechthoekig grondplan met een oppervlakte van 885 m² en bestaat uit twee niveaus gescheiden door een witte stenen boord. Aan de straatzijde (westelijke zijde) wordt de begraafplaats begrensd door een natuurstenen muur afgedekt met witte dekstenen. Centraal bij deze muur staat het Cross of Sacrifice. Twee identieke metalen hekjes en vier afwaartse treden markeren de toegang het terrein. Het gedeelte met de graven ligt iets lager en wordt afgebakend door een boordsteen en een haag.
Op de begraafplaats worden 198 slachtoffers uit de Eerste Wereldoorlog en 1 uit de Tweede Wereldoorlog herdacht. Ze wordt onderhouden door de Commonwealth War Graves Commission.

## Geschiedenis
De eerste slachtoffers werden hier eind maart 1918 door de 3rd Australian Division begraven. De begraafplaats werd tot in augustus 1918 gebruikt door sommige divisies die deelnamen aan de verdediging van Amiens gedurende het Duitse lenteoffensief.
Onder de 199 slachtoffers zijn er 102 Britten, 84 Australiërs en 1 Chinees (tewerkgesteld bij het Chinese Labour Corps). Er liggen ook 12 Duitsers waaronder 6 niet geïdentificeerde.

## Graven
- Roger William Burton, piloot bij de Royal Air Force Volunteer Reserve sneuvelde op 20 mei 1940.
- John Phillip Farrell, geleider bij de Australian Field Artillery werd begraven onder een private grafzerk.
- kanonnier Morris Myer Isaacs diende onder het alias C.M. Jackson bij de Australian Field Artillery.

### Onderscheiden militairen
- Christopher Bushell, luitenant-kolonel bij de The Queen's (Royal West Surrey Regiment) werd onderscheiden met het Victoria Cross en de Distinguished Service Order (VC, DSO).
- de luitenants Percival Henry Edmondson, (Royal Horse Artillery) en Francis J. Burtenshaw (Australian Infantry, A.I.F.) werden onderscheiden met het Military Cross (MC).
- Alexander Mark Wilson, sergeant bij het Australian Army Medical Corps werd onderscheiden met de Distinguished Conduct Medal en tweemaal met de Military Medal (DCM, MM and Bar).
- Cecil St. Leger Lousada, kanonnier bij de Australian Field Artillery werd onderscheiden met de Distinguished Conduct Medal en de Meritorious Service Medal (DCM, MSM).
- K.S. Bowron, kapitein bij het London Regiment (London Scottish) werd onderscheiden met de Distinguished Conduct Medal (DCM).
- korporaal Wilfred Egbert Bennett (Australian Engineers) werd tweemaal onderscheiden met de Military Medal (MM and Bar)
- de sergeanten William Albert Sanders (Army Service Corps), William Andrew Schiff (Australian Infantry, A.I.F.) en Walter Leslie Menzies (Australian Infantry, A.I.F.); pionier John Coade (Australian Tunnelling Corps); de soldaten Walter Douglas Hume en Norman Clarence Munro (Australian Infantry, A.I.F.) werden onderscheiden met de Military Medal (MM).